# سندرم ولفرام
سندرم ولفرام (انگلیسی: Wolfram syndrome) که با نام اختصاری «DIDMOAD» هم شناخته می‌شود، نوعی اختلال ژنتیکی اتوزومال مغلوب است که در دوران کودکی ظهور می‌کند و با «آتروفی عصب بینایی»، «دیابت»، «ناشنوایی»، «دیابت بی‌مزه» و تعدادی اختلال دیگر همراه است.
این بیماری نخستین بار در سال ۱۹۳۸ میلادی توسط «دکتر دان جی. وُلفرام» توصیف شد و بیشتر دستگاه عصبی مرکزی و ساقه مغز را درگیر می‌کند.
در آغاز تصور بر آن بود که سندرم ولفرام نوعی بیماری میتوکندریایی است؛ اما امروزه اثبات گردیده است که این بیماری مربوط به نقایص عملکردی شبکه آندوپلاسمی است.
دو زیرگروه از این بیماری تاکنون تعریف شده است:
1. سندرم ولفرام ۱ (WFS1)[۲][۳]
2. سندرم ولفرام ۲ (WFS2)[۲][۴]